# Монпарнас — Бьенвеню (станция метро)
Монпарнас — Бьенвеню — пересадочный узел 4, 6, 12 и 13 линий парижского метрополитена, расположенный на границе VI, XIV и XV округов Парижа. На станции установлены платформенные раздвижные двери.

## История
- Первоначально существовали пересадочная станция Монпарнас 4 и 12 линий и станция Бьенвеню 6 и 13 линий. В конце 1930-х годов между станциями сооружается длинный коридор протяжённостью 185 метров, в котором в настоящее время находится траволатор[1]. 6 октября 1942 года станции получают название Монпарнас — Бьенвеню.
- Общегодовой входной пассажиропоток пересадочного узла в 2004 году, по оценке STIF, оценивался в 29,46 миллионов пассажиров[2]. Согласно статистике RATP, в 2011 году входной пассажиропоток составил 31 152 275 человек[3], а в 2013 году — 31 919 734 пассажира (4 место по уровню входного пассажиропотока в Парижском метрополитене)[4]

## Происхождение названия
Название «Монпарнас» происходит от вокзала Монпарнас (первоначально построенного на месте башни Монпарнас), «Бьенвеню» — в честь французского инженера Фюльжанса Бьенвеню, стоявшего у истоков парижского метрополитена.